# Stelis verecunda
Stelis verecunda är en orkidéart som beskrevs av Rudolf Schlechter. Stelis verecunda ingår i släktet Stelis och familjen orkidéer. Inga underarter finns listade i Catalogue of Life.